# Cervo (Ligurien)

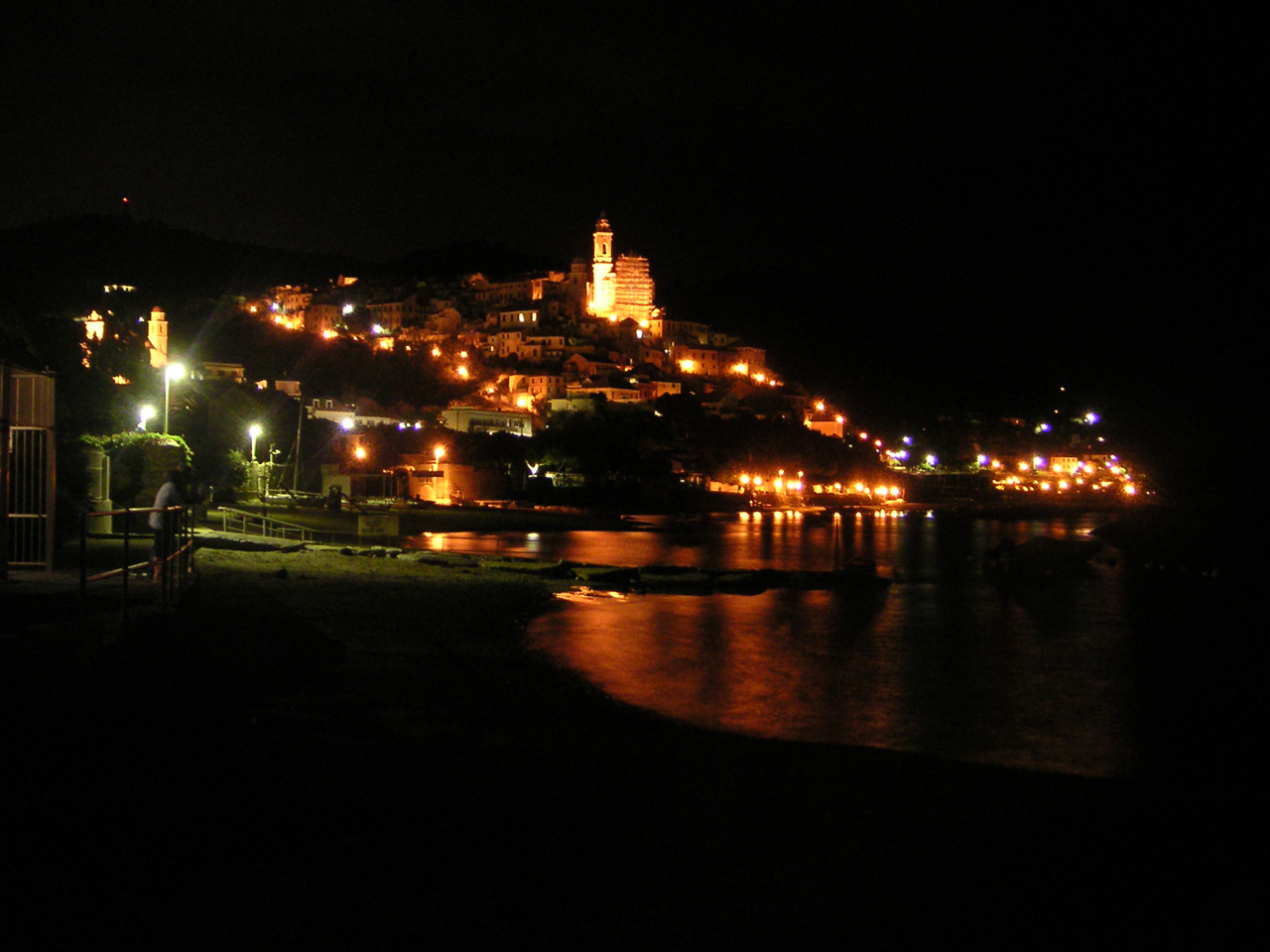
Blick auf die Altstadt von Cervo bei Nacht

Cervo ist eine italienische Gemeinde mit 1076 Einwohnern (Stand 31. Dezember 2023) in der Provinz Imperia in Ligurien und liegt am östlichen Hang des Golfes von Diano Marina. Die Gemeinde ist Mitglied der Vereinigung I borghi più belli d’Italia (Die schönsten Orte Italiens).

## Infrastruktur
Auf einem Bergsporn liegt die Altstadt, die bergseitig durch eine Burg, die heute das Stadtmuseum beherbergt, einen gesicherten Zugang hatte. Die mittelalterliche Altstadt ist auf Grund der starken Steigung fast durchgängig Fußgängerzone. Nur wenige Straßen können mit kleinen Autos (meist so genannten Ape – „Dreirädern“) befahren werden.
Im Gegensatz dazu steht der westliche und südliche Teil des drei Quadratkilometer großen Dorfes, durch welche die bereits seit der Antike bekannte Küstenstraße Via Aurelia führt.
Cervo gehört als autofreie Stadt mit mittelalterlichen Festungen zur Vereinigung I borghi più belli d’Italia (Die schönsten Orte Italiens).
Heute ist Cervo, welches zwischen Andora und San Bartolomeo al Mare liegt, vor allem bei Kulturfreunden und Campern bekannt: zum einen für die verschiedenen kulturellen Veranstaltungen wie zum Beispiel dem Internationalen Festival für Kammermusik, zum anderen durch seine vier Campingplätze.
Cervo verfügte bis 2016 noch über einen Bahnhof (Cervo-San Bartolomeo) am alten Verlauf der Bahnstrecke Genua–Ventimiglia. Der Bahnhof wurde Anfang November 2016 stillgelegt, ebenso wie die Küstenlinie, die größtenteils eingleisig verlief. Ersetzt wurde die Strecke durch eine Neubaustrecke im Hinterland, die durchgehend zweigleisig und größtenteils im Tunnel verläuft. Nächster Bahnhof nach Fertigstellung der neuen Strecke ist die Station Diano-San-Pietro (ca. 5–6 km entfernt).
Die nächste Autobahnanschlussstelle zur Europastraße 80 (A10) befindet sich im Nachbarort San Bartolomeo al Mare.

## Sehenswürdigkeiten
Die Stadt wird auf einer Seite des Berges durch eine alte Burganlage, das Castello di Cervo (oder nach der Erbauerfamilie Castello dei Clavesana), geschützt, das teilweise besichtigt werden kann. In dessen Palas ist das Stadtmuseum mit wechselnden Sonderausstellungen untergebracht. In der umgewidmeten und teilrestaurierten Kirche Santa Caterina in der Altstadt ist heute eine Galerie untergebracht.

Bilder der Altstadt
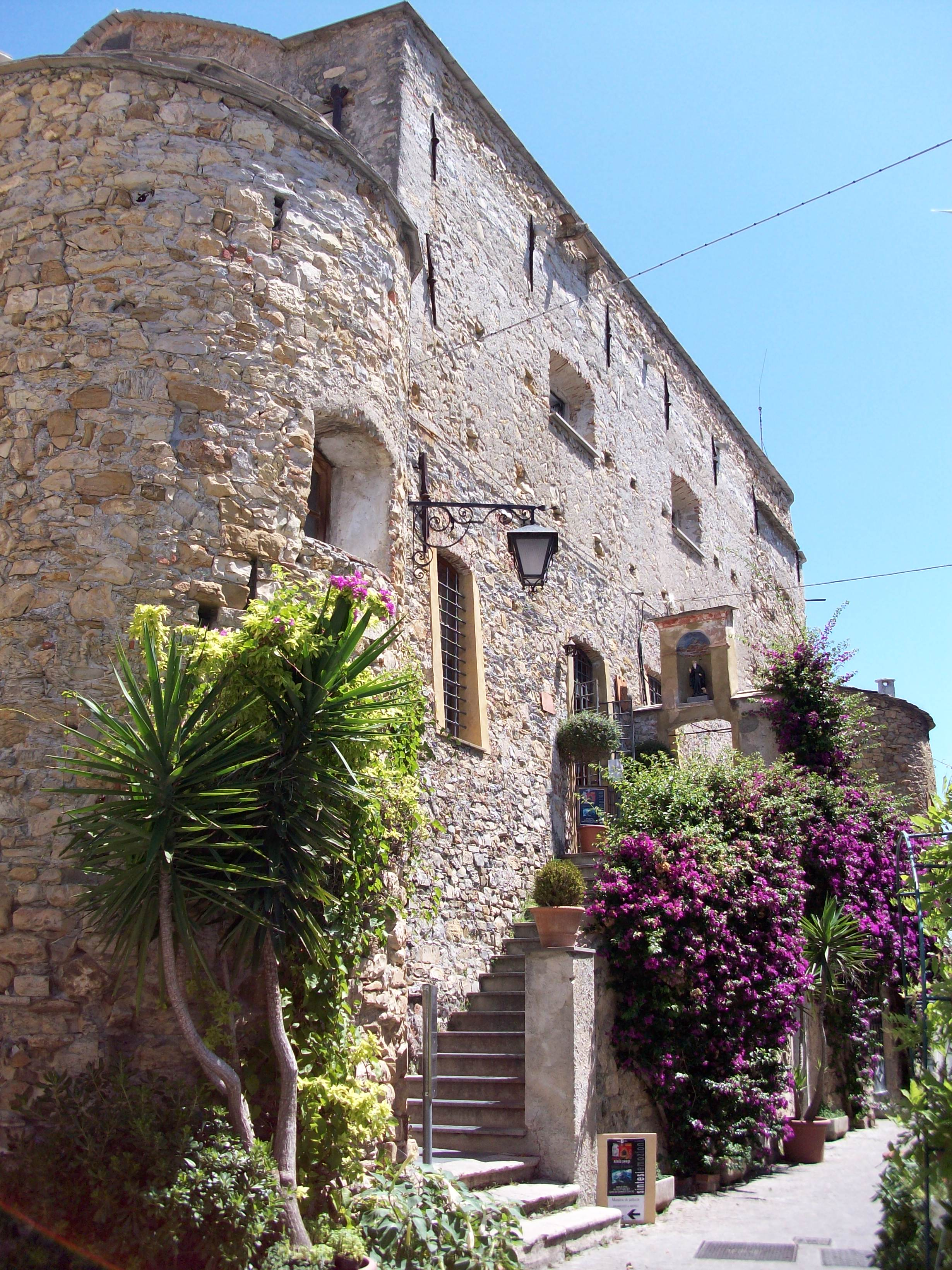
Burg und Stadtmuseum von Cervo, bergseitiger Zugang zur Altstadt
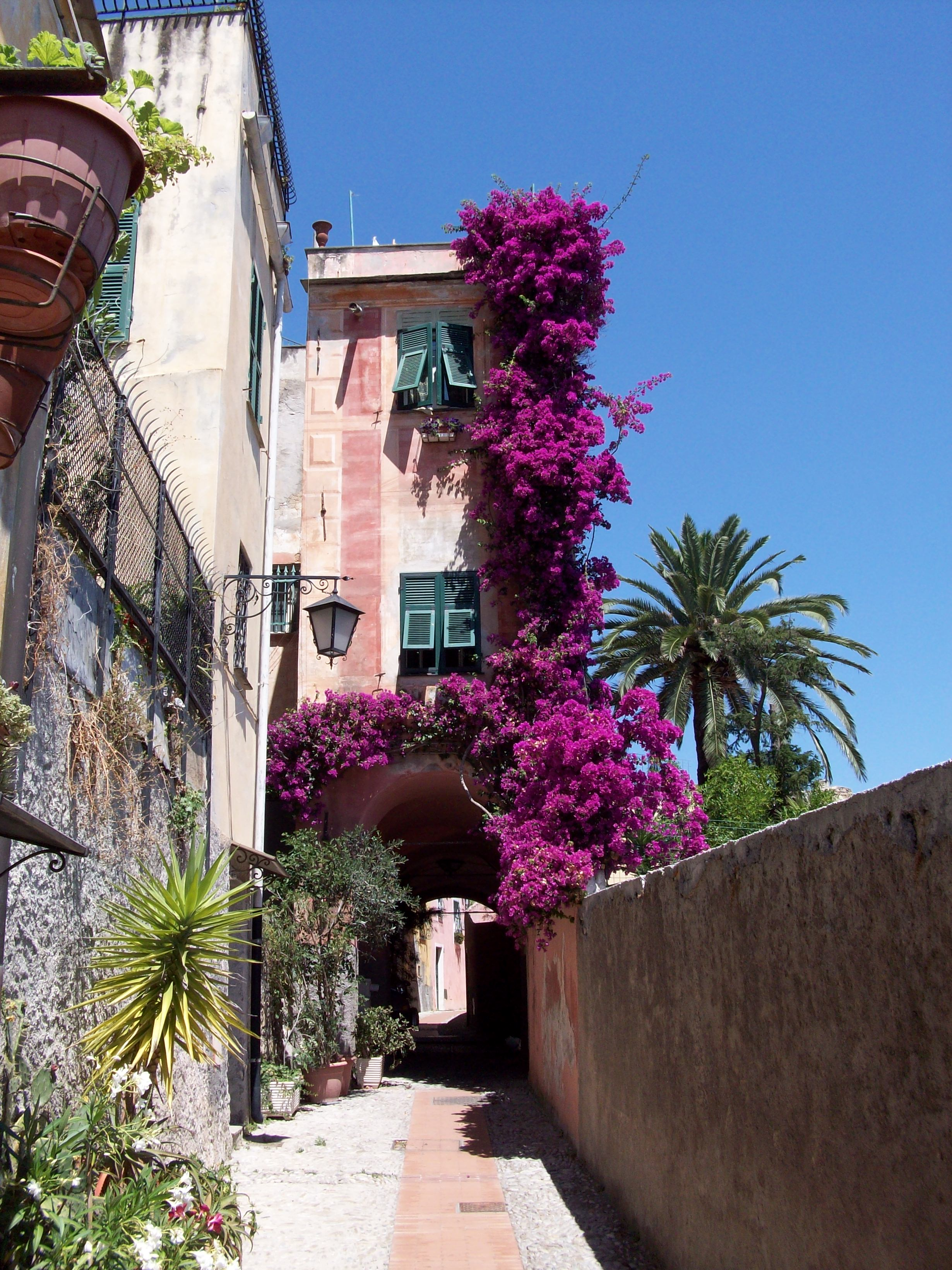
Altstadtgasse
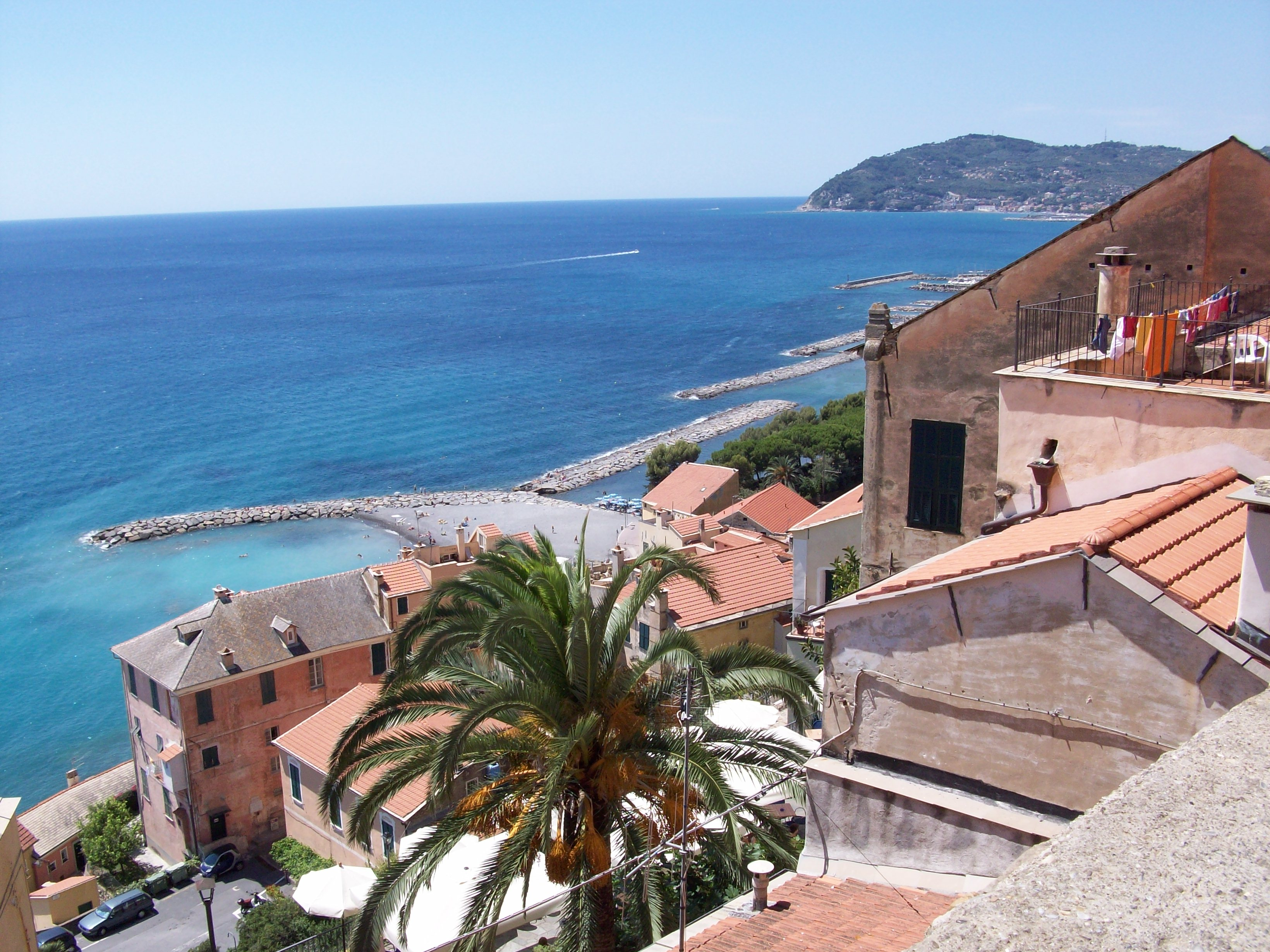
Blick von der Altstadt Cervos auf die Via Aurelia und einen Abschnitt der Blumenriviera
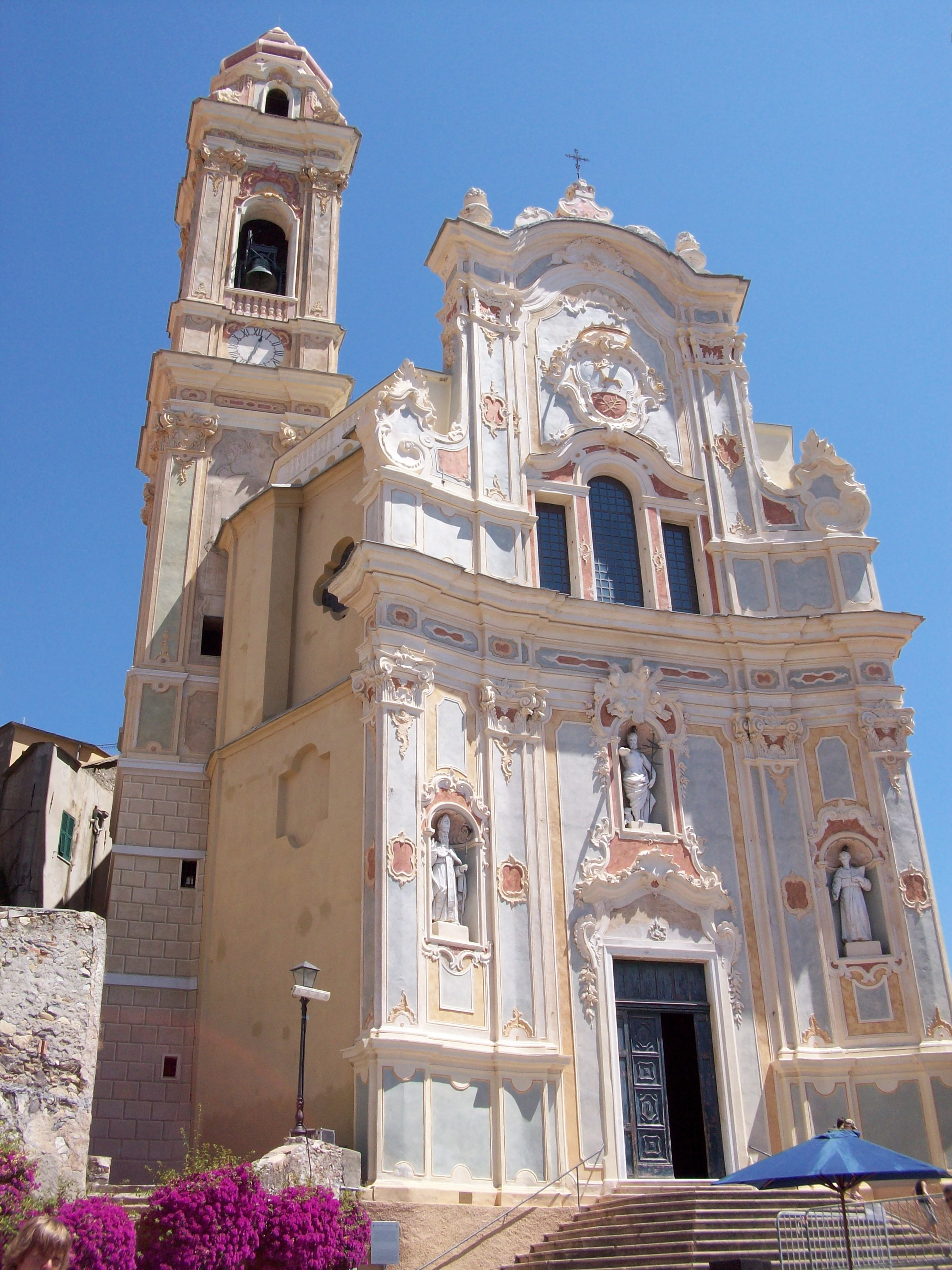
Die Barockkirche San Giovanni Battista von Cervo (erbaut von 1686–1734)